# Cité Yves-Klein
Pour les articles homonymes, voir Klein.
La cité Yves-Klein est une voie située dans le 18e arrondissement de Paris, en France.

## Situation et accès
C'est une impasse, débutant 102 boulevard de Clichy.

## Origine du nom

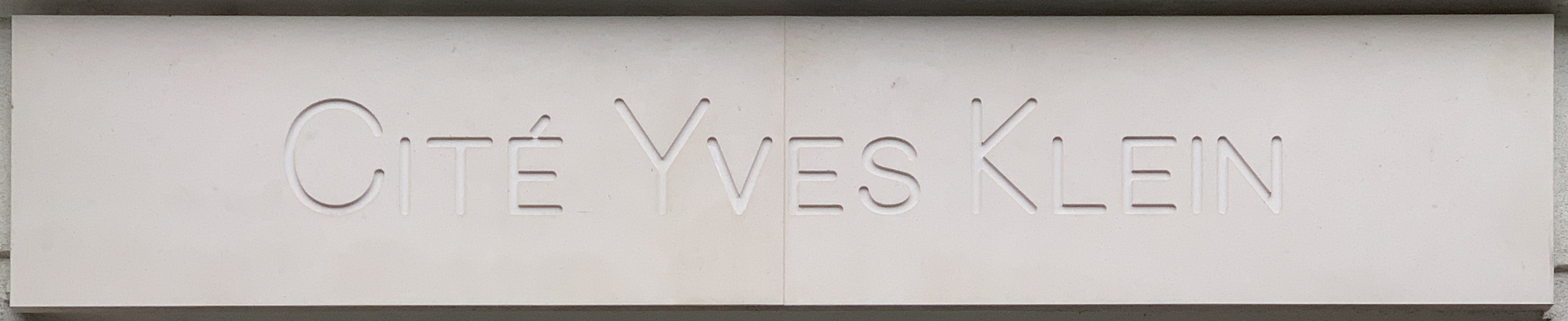
Plaque de la cité.

La voie est nommée en hommage à Yves Klein (1928-1962), artiste français.